# Tamaki Satō
Tamaki Satō (japanisch 佐藤　たまき Satō Tamaki; * 1972 in Tokio) ist eine japanische Wirbeltierpaläontologin. Sie ist außerordentliche Professorin an der Fakultät für Pädagogik der Gakugei-Universität Tokio und widmet sich der Evolution, der Paläoökologie sowie der Systematik von mesozoischen Reptilien, insbesondere Plesiosaurier.

## Leben
Satōs Vater war Chemiedozent an der Universität, ihre Mutter eine Hausfrau. Ihr Interesse an der Paläontologie wurde im Kindergartenalter geweckt, nachdem sie von ihren Eltern Spielzeug-Dinosaurier geschenkt bekommen hatte. 1995 erwarb sie den Bachelor of Science in Geologie an der Universität Tokio. Danach ging sie an die University of Cincinnati, wo sie unter der Leitung von Glenn W. Storrs zum Master graduierte. Nach einem Doktoratsstudium über Plesiosaurier am Royal Tyrrell Museum of Palaeontology und an der geologischen Abteilung der University of Calgary wurde sie 2003 unter der Leitung von Elizabeth Nicholls (1946–2004) und Russell L. Hall mit der Dissertation Description of plesiosaurs (Reptillia: Sauropterygia) from the Bearpaw Formation (Campanian – Maastrichtian) and a phylogenetic analysis of the Elasmosauridae zum Ph.D. promoviert. Während ihrer Postdoc-Phase an der Universität Hokkaidō arbeitete sie als Forschungsstipendiatin am Nationalmuseum der Naturwissenschaften. 2007 wurde sie Assistenzprofessorin und 2008 außerordentliche Professorin an der Abteilung für Astronomie und Geowissenschaften der Gakugei-Universität. 
In Zusammenarbeit mit Nicholls suchte sie 1998 und 1999 in den Bergen von British Columbia nach triassischen Ichthyosauriern und 2005 beschrieb sie zusammen mit Darla Zelenitsky die ersten Eier mit Schale im Inneren einer Dinosauriermutter der Gattung Sinosauropteryx. 2016 erhielt sie für ihre Beschreibung und Systematik von mesozoischen Reptilien den renommierten Saruhashi-Preis für japanische Naturwissenschaftlerinnen.
Satō ist Mitglied der Paläontologischen Gesellschaft von Japan.

## Erstbeschreibungen von Tamaki Satō
- Terminonatator ponteixensis, 2003
- Dolichorhynchops hershelensis, 2005
- Futabasaurus suzukii, 2006
- Yunguisaurus liae, 2006
- Qianosuchus mixtus, 2006
- Borealonectes russelli, 2008
- Penghusuchus pani, 2009
- Diandongosuchus fuyuanensis, 2012
- Qianxisaurus chajiangensis, 2012
- Dawazisaurus brevis, 2016
- Kamuysaurus japonicus, 2019
- Dongnanosuchus hsui, 2021

## Schriften
- 現代思想: 年月臨時増刊号 総特集 ◎ 恐竜 ―古生物研究最前線 Gendai Shisō: Nengatsu Rinji Zōkan-gō Sōtokushū ◎ Kyōryū – Koseibutsu Kenkyū Saizensen, 2017
- フタバスズキリュウ もうひとつの物語 Futaba-suzuki-ryū Mō-hitotsu no Monogatari, 2018